# Jakub Garbacz
Jakub Garbacz (Radom, 17 marzo 1994) è un cestista polacco.

## Carriera
Con la Polonia ha disputato i Campionati europei del 2022.

## Palmarès

### Club
- Campionato polacco: 1

Stal Ostrów: 2020-21
- Coppa di Polonia: 1

Stal Ostrów: 2022
- Supercoppa polacca: 1

Stal Ostrów Wiel: 2022

### Individuale
- MVP  Coppa di Polonia: 1

2022